# Serey Dié
Sereso Geoffroy Gonzaroua Die (ur. 7 listopada 1984 w Abidżanie) – iworyjski piłkarz występujący na pozycji pomocnika.

## Kariera klubowa
Die rozpoczął profesjonalną karierę w rodzinnym klubie CO Korhogo, z którego dość szybko przeniósł się do Stade d’Abidjan. W 2006 roku zdecydował się wyjechać do innego kraju. Trafił najpierw do Tunezji (EOG Kram), a następnie do Algierii (ES Sétif). W 2008 roku trafił do ekstraklasy szwajcarskiej. Przez kilka sezonów reprezentował barwy FC Sion, a na początku 2013 roku podpisał umowę z FC Basel. 2 lutego 2016 roku ogłoszono transfer Die do VfB Stuttgart za kwotę 600 tysięcy euro. 15 lipca 2016 roku ogłoszono powrót Die do Baselu. W 2019 roku był z niego wypożyczony do Neuchâtel Xamax. Jesienią 2019 grał w FC Aarau, a zimą 2020 ponownie w Neuchâtel Xamax. Latem 2020 przeszedł do FC Sion.

## Kariera reprezentacyjna
W reprezentacji Wybrzeża Kości Słoniowej zadebiutował 23 marca 2013 roku w meczu eliminacji MŚ przeciwko Gambii. Na boisku przebywał do 65 minuty.

## Sukcesy
- Triumf w Arabskiej Lidze Mistrzów: 2008 (ES Setif)
- Mistrzostwo Szwajcarii: 2013 (Basel)
- Puchar Szwajcarii: 2009, 2011 (Sion)